# Günter Puzberg

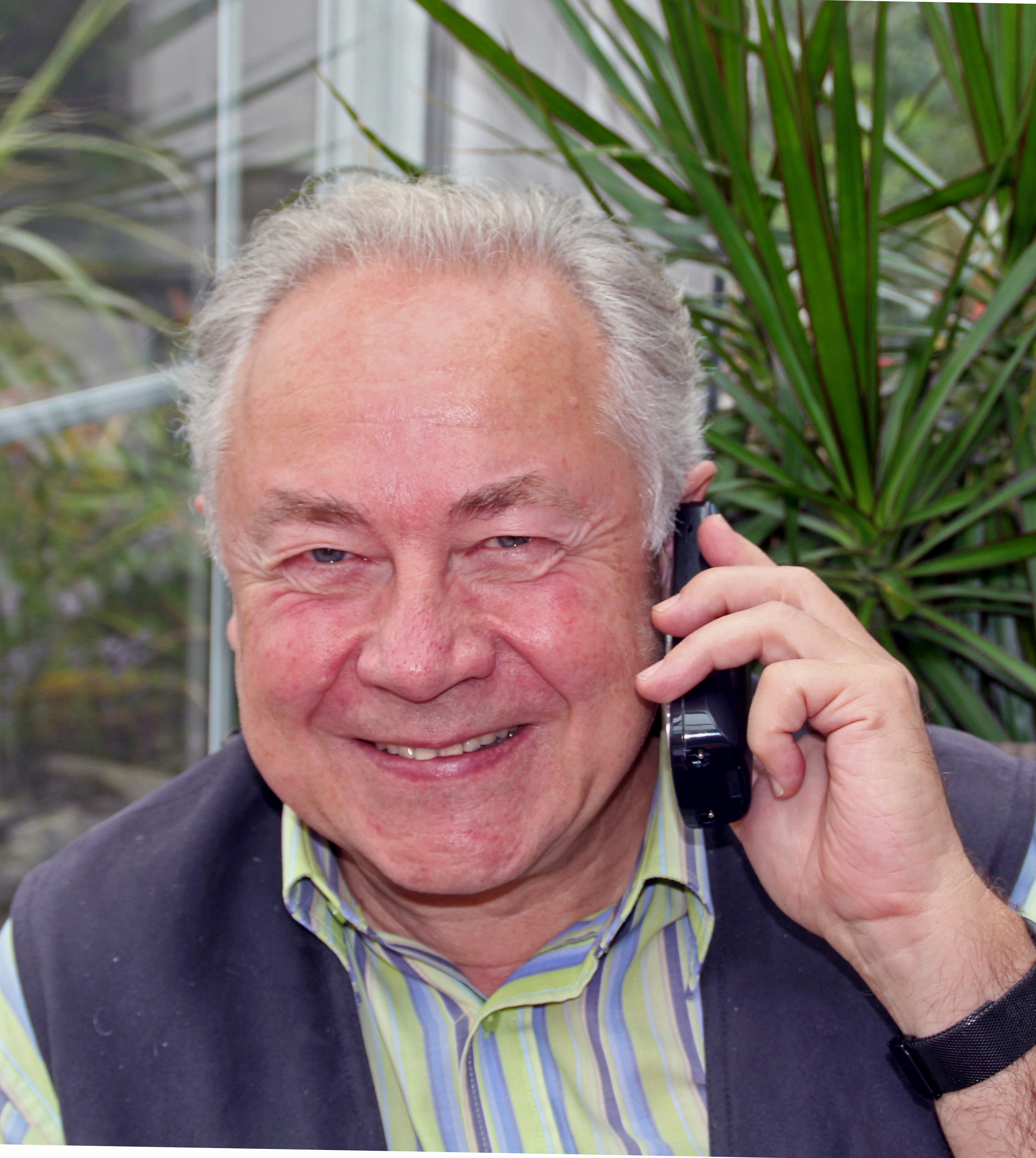
Günter Puzberg

Günter Puzberg (* 1945 in Salzgitter-Bad/Niedersachsen) ist ein deutscher evangelisch-lutherischer Pfarrer, Schriftsteller, Komponist, Hochschullehrer, Herausgeber und Lieddichter.

## Werdegang
Seine Eltern waren Reinhold Puzberg und Margarete, geb. Knittel. Puzberg besuchte die Volksschule und das Realgymnasium in Fulda und zwischen 1954 und 1959 das dortige Musik-Konservatorium, wo er das Klavierspiel erlernte. Später hatte er zudem Orgelunterricht bei Gustav Sasse in Hannover.
Er besuchte die Leibnizschule in Hannover, wo er 1965 das Abitur ablegte. Anschließend studierte er an den Universitäten in Göttingen, Zürich, Bremen und Hannover Theologie, Religionspädagogik, Germanistik, Musik, Pädagogik, Psychologie und Soziologie. Nach dem Ablegen des Ersten Theologischen Examens absolvierte er zwischen 1969 und 1971 das Vikariat und besuchte das Predigerseminar in Rotenburg (Wümme). Im Jahr 1971 bestand er das Zweite Theologische Examen in Hannover und 1976 das Abschluss-Examen im Fach Pädagogik der Erwachsenenbildung.
Bis 1972 war er hierauf theologischer Mitarbeiter in der Bibliothek des Stadtkirchenverbands in Hannover und anschließend bis 1974 pädagogisch-theologischer Mitarbeiter in der Evangelischen Erwachsenenbildung Niedersachsen (EEB) in Hannover. Hieran schloss sich bis 1980 eine Tätigkeit als Gemeindepfarrer in Elze-Esbeck an, während er gleichzeitig pädagogischer Mitarbeiter der EEB in Südniedersachsen blieb. Bis zum Jahr 1998 bekleidete er die Stelle eines Landespfarrers für Erwachsenenbildung und für den Kirchlichen Dienst in der Arbeitswelt der Lippischen Landeskirche in Detmold, wo er zugleich Umweltbeauftragter war.
Ab 1998 leitete Puzberg bis zu seiner Pensionierung im Jahr 2006 das Schulreferat der Lippischen Landeskirche und unterrichtete als Lehrbeauftragter an den Fachhochschulen von Hannover, Bottrop und Lemgo. Derzeit ist er Beauftragter für die Aktion Wochen der Besinnung.

## Familie
Puzberg ist seit 1969 verheiratet mit Gerlinde Puzberg, geb. Bruns, und hat mit ihr zwei erwachsene Kinder.

## Werk
Er veröffentlichte bisher mehrere Liederbücher sowie religionspädagogische Literatur, komponierte im Jahr 2008 ein Musical Es geht auf – mit den Farben Gottes, zum Lutherjahr 2017 Aus tiefer Not schrei ich zu dir – Elegie für Cello und Streicher sowie mehrere Klavier- und Orchesterwerke. Für sein geistliches Lied Von allen Seiten umgibst du mich, das eine Nachdichtung des 139. Psalms darstellt, hat Puzberg sowohl den Text als auch die Melodie verfasst. Dieses geistliche Lied findet sich bspw. im Liederbuch Nr. 1, das der Geberg-Verlag 2006 unter dem Titel Ein Stück vom Himmel herausgebracht hat.
- zusammen mit Norbert Kühne: Rollenspiele. Verlag Gruppenpädagogischer Literatur, Wehrheim 1979, ISBN 3-921496-15-2
- Gleichnisse und Bildworte – Kreative Ideen zur Bibel, Patmos Verlag, Düsseldorf 2007, ISBN 3-491-70410-3
- Bibelgeschichten – anders erzählt: Praxisbuch Schule und Gemeinde mit CD-ROM. Patmos-Verlag 2005, ISBN 3-491-70389-1
- Comunica – Ein kreatives Familien-Spiel mit Wörtern. Verlag gruppenpädagogischer Literatur, Wehrheim 1982³, ISBN 3-921496-16-0
- Mein Alltag mit der Bibel – 53 Wochenteste durch das Jahr 1992, Lippische Landeskirche, Detmold, 1991
- Passion – Ostern – Unterrichtsentwürfe für den Religionsunterricht. Verlag AV-Religion, Iserlohn 2002, ISBN 3-9806686-8-1
- "Unter dem Regenbogen" – 8 kleine Vortragsstücke für Klavier Geberg Verlag, Detmold 2022², ISBN 978-3-910436-00-8
- "Blätter vom Baum der Hoffnung" – 7 kleine Vortragsstücke für Klavier Geberg Verlag, Detmold 2022², ISBN 978-3-910436-01-5
- Ein Stück vom Himmel – Liederbuch Nr. 1, Geberg-Verlag, Detmold, 2006
- Das Buch Rut, AV Religion Grundschule mit CD-ROM, Persen Verlag Horneburg 2006
- Albert Schweitzer, AV-Religion Sekundarstufe I mit CD-ROM, Persen Verlag, Horneburg 2006
- Ich möchte schweben, Liederbuch Nr. 2, Geberg Verlag Detmold, 2012
- Die Farben Gottes, Lieder- und Musicalbuch Nr. 3, Geberg Verlag Detmold, 2012
- Albert Schweitzer – Unterrichtseinheit mit Stationen für Grundschule und Sekudarstufe I (3–4, 5–8), CD-ROM, Geberg Verlag Detmold 2016²
- Aus tiefer Not schrei ich zu dir – Elegie für Violoncello und Streichorchester e-moll, Geberg Verlag, Detmold 2019
- Resonanzen – Acht Klavierkompositionen: Noten und CD, Geberg Verlag, Detmold, 2022, ISBN 978-3-910436-06-0
- ... und hältst deine Hand über mir – Biblische Gedichte und geistliche Lieder. Kleine Schriften der Lippischen Landeskirche Nr. 38, Detmold, 2023

" Rommé-Esel – Ein spannendes Kartenspiel für Familien und Gruppen, Geberg Verlag, Detmold, 2024